# Nicola Beer

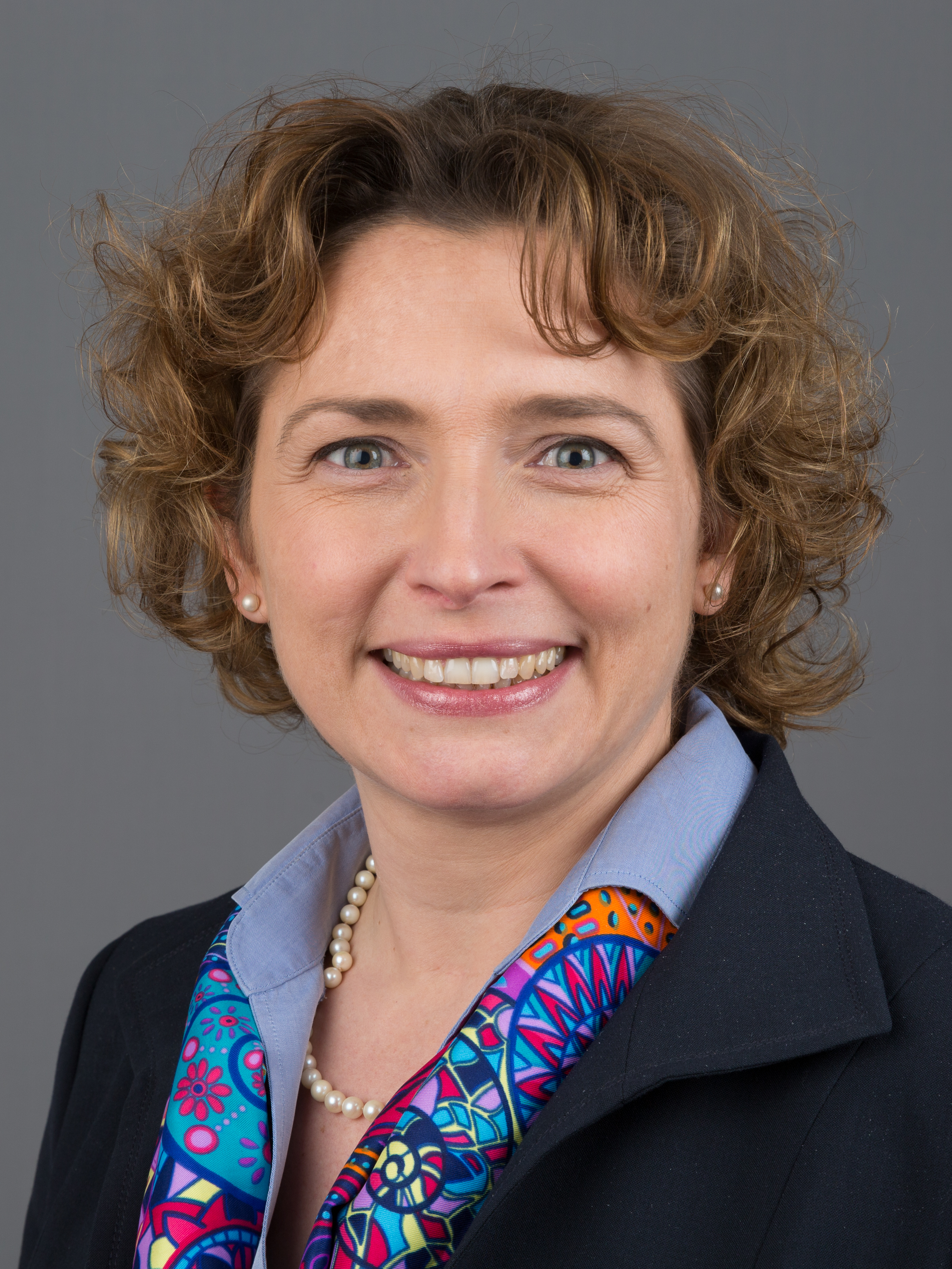
Nicola Beer (2016)

Nicola Gertrud Ruth Beer (* 23. Januar 1970 in Wiesbaden) ist eine deutsche Politikerin (FDP), Bankkauffrau und Rechtsanwältin. Sie ist seit Dezember 2023 Vizepräsidentin der Europäischen Investitionsbank (EIB). 
Sie war Spitzenkandidatin ihrer Partei bei der Europawahl in Deutschland 2019 und von 2019 bis 2023 Vizepräsidentin des Europaparlaments. Zuvor war sie Abgeordnete im Bundestag und im hessischen Landtag, hessische Kultusministerin und Generalsekretärin der FDP.

## Werdegang

### Ausbildung und Beruf
Nach dem deutsch-französisch bilingualen Abitur an der Frankfurter Ziehenschule (1989) erfolgte von 1989 bis 1991 eine Ausbildung zur Bankkauffrau. Das anschließende Studium der Rechtswissenschaften an der Johann-Wolfgang-Goethe-Universität Frankfurt am Main, wo sie sich in der Studentenschaft engagierte, beendete sie 1997 mit dem ersten juristischen Staatsexamen. 1999 legte sie das zweite juristische Staatsexamen ab. Beer war von 1999 bis 2009 und ist seit 2014 erneut in Frankfurt als selbständige Rechtsanwältin mit Schwerpunkt Verwaltungsrecht tätig.

### Parteilaufbahn

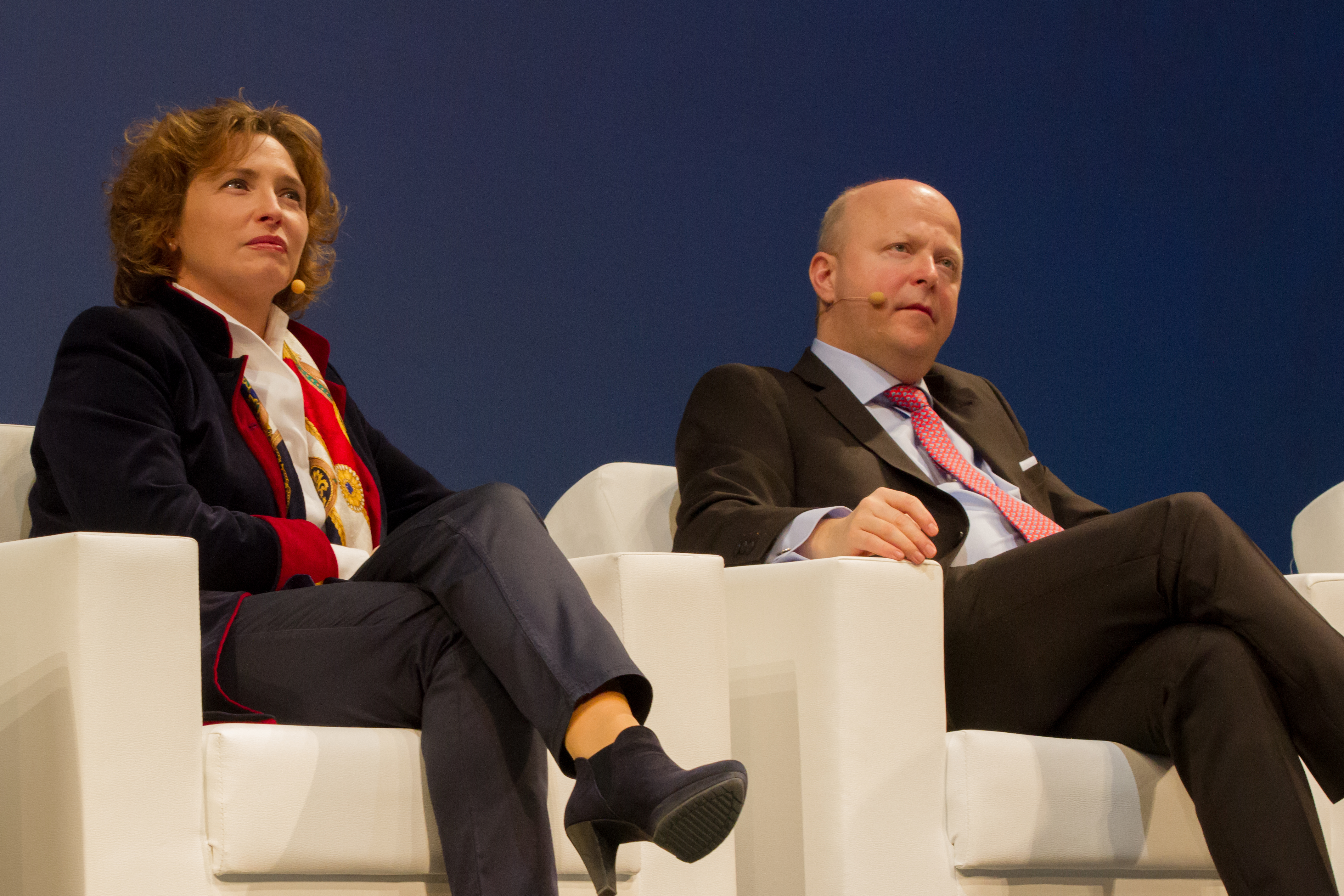
Nicola Beer mit Michael Theurer beim Dreikönigstreffen 2015

Von 1988 bis 2005 war Beer Mitglied der Jungen Liberalen, davon im Zeitraum von 1994 bis 1998 Kreisvorsitzende der Jungen Liberalen Frankfurt.
Mitglied der FDP ist sie seit 1991. Seit 1992 ist sie Mitglied des Kreisvorstands der FDP Frankfurt. Seit 1995 ist sie Mitglied des Landesvorstands der FDP Hessen, seit 2007 Mitglied des Bundesvorstandes der FDP. Ferner ist sie Mitglied des Landesvorstands der Liberalen Frauen Hessen. Am 7. Dezember 2013 wurde Nicola Beer auf dem FDP-Bundesparteitag in Berlin mit 84,3 % zur Generalsekretärin der FDP gewählt. Auf dem Bundesparteitag am 15. Mai 2015 wurde sie mit 88,4 % der Stimmen in diesem Amt bestätigt, ebenso am 29. April 2017 auf dem 68. ordentlichen Bundesparteitag in Berlin, wo sie mit 79,54 % der Stimmen wiedergewählt wurde. Am 26. April 2019 wurde sie auf dem 70. ordentlichen Bundesparteitag in Berlin mit 58,55 % der Stimmen zu einer der stellvertretenden Bundesvorsitzenden der FDP gewählt.

### Abgeordnetentätigkeit
Im Zeitraum von April 1997 bis September 1999 war Beer Stadtverordnete in Frankfurt und im Jahr 1999 stellvertretende Stadtverordnetenvorsteherin.
Von April 1999 bis Februar 2009 war sie Abgeordnete im Hessischen Landtag. Sie kandidierte stets im Wahlkreis Frankfurt am Main III, wurde aber jeweils über die FDP-Landesliste gewählt. Im Landtag war sie wissenschaftspolitische, rechtspolitische und kulturpolitische Sprecherin der FDP-Landtagsfraktion. Von April 2003 bis April 2008 war sie zudem Parlamentarische Geschäftsführerin, seit April 2008 stellvertretende Fraktionsvorsitzende der FDP-Landtagsfraktion. Aufgrund der Unvereinbarkeit von Amt und Mandat musste Beer wegen ihrer Ernennung zur Staatssekretärin ihr Landtagsmandat 2009 niederlegen. Für sie rückte Jochen Paulus in den Landtag nach. Bei der Landtagswahl 2013 wurde sie erneut über die Landesliste in den Landtag gewählt.
Beer war Mitglied der 12., 13., 14., 15. und der 16. Bundesversammlung in den Jahren 2004, 2009, 2010, 2012 und 2017. Von 2010 bis 2012 war sie Mitglied im Ausschuss der Regionen der Europäischen Union.
Auch bei der Landtagswahl in Hessen 2013 trat sie im Wahlkreis Frankfurt am Main III an. Über einen Listenplatz der Partei zog sie in den Landtag ein. Nach ihrer Wahl in den Bundestag legte sie zum 31. Oktober 2017 ihr Landtagsmandat nieder.
2019 war Nicola Beer Mitglied der Deutsch-Französischen Parlamentarischen Versammlung.

### Staatssekretärin und Ministerin

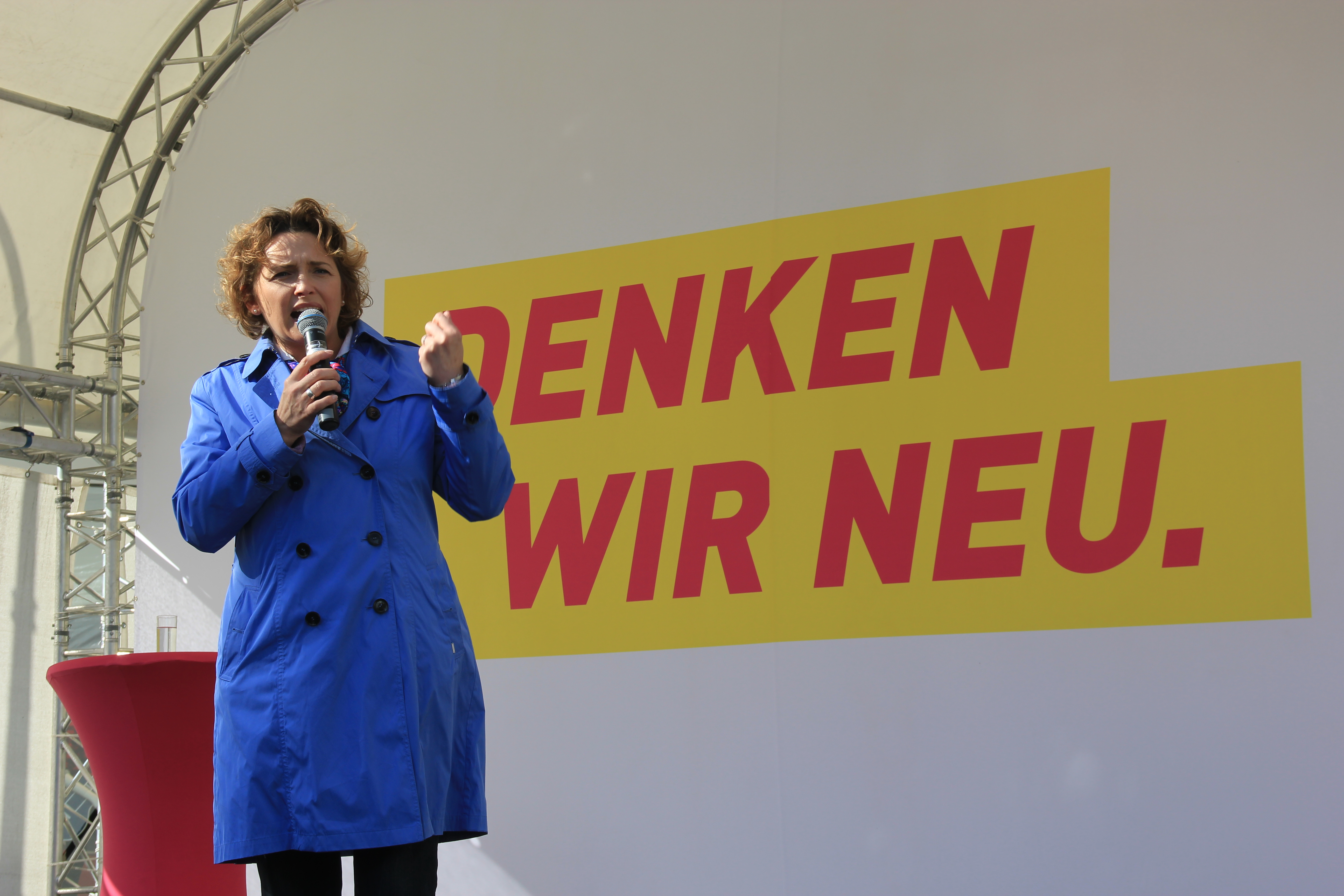
Nicola Beer spricht auf einer Wahlkampfveranstaltung der FDP in Kassel

Im Februar 2009 wurde Beer Staatssekretärin für Europaangelegenheiten im Hessischen Ministerium der Justiz, für Integration und Europa. Am 31. Mai 2012 wurde sie als Nachfolgerin von Dorothea Henzler zur hessischen Kultusministerin ernannt. Am 18. Januar 2014 folgte ihr Alexander Lorz als Hessischer Kultusminister im Kabinett Bouffier II.

### Bundestagswahl 2017
Für die Bundestagswahl 2017 kandidierte sie für die FDP als Direktkandidatin im Bundestagswahlkreis Frankfurt am Main I, gewählt wurde der CDU-Bewerber. Über Platz 1 auf der Landesliste ihrer Partei wurde sie in den Bundestag gewählt. Der FDP-Parteivorsitzende Christian Lindner beließ sie auch während des Bundestagswahlkampfs in ihrer Aufgabe als Generalsekretärin. Im 19. Deutschen Bundestag war Beer Mitglied im Ausschuss für Bildung, Forschung und Technikfolgenabschätzung. Am 30. Juni 2019 legte sie ihr Bundestagsmandat nieder, um zwei Tage später das Mandat als Abgeordnete des Europäischen Parlaments anzutreten. Für sie rückte Peter Heidt in den Bundestag nach.

### Europaparlament
Auf dem FDP-Europaparteitag 2019 wurde sie am 27. Januar 2019 zur Spitzenkandidatin der FDP für die Europawahl 2019 gewählt. Am 26. Mai 2019 wurde sie ins Europaparlament gewählt, wo sie seit dem 3. Juli 2019 das Amt der Vizepräsidentin des Europäischen Parlaments bekleidet. Ab Februar 2020 leitete sie eine überparteiliche Arbeitsgruppe von EU-Parlamentariern zum Antisemitismus. Beer forderte alle EU-Staaten auf, konsequent die Definition der International Holocaust Remembrance Alliance (IHRA) zum Antisemitismus umzusetzen und anzuwenden. Sie warnte vor einer Zunahme des Antisemitismus im Zuge der andauernden Corona-Krise. So werde beispielsweise unterstellt, die Pandemie sei von Israel oder anderen interessierten jüdischen Kreisen ausgelöst worden. Es gelte zu verhindern, dass sich Falschmeldungen und Antisemitismus ungehindert verbreiten. Zum Jahresende 2023 legte sie ihr Mandat im Europaparlament nieder. Für sie rückte Michael Kauch nach.

### Europäische Investitionsbank
Im April 2023 wurde bekannt, dass sie von Bundesfinanzminister Christian Lindner als Vizepräsidentin der Europäischen Investitionsbank in Luxemburg nominiert wurde. Am 15. Dezember 2023 gab die EIB ihre Ernennung in das Direktorium der Bank bekannt. Mit der Ernennung trat sie – wie in dieser Position üblich – von allen politischen Ämtern zurück. Sie ist die erste Frau in dieser Position.

## Persönliches
Nicola Beer ist evangelisch, verheiratet und Mutter von Zwillingen. 2018 heiratete sie den Rechtsanwalt und früheren Geschäftsführer der Deutsch-Ungarischen Industrie- und Handelskammer Jürgen Illing. Die kirchliche Trauung erfolgte im September 2018 in Budapest und wurde von dem Pfarrer Zoltán Balog, einem früheren Minister im Kabinett Orbán, gehalten.
Beer ist Mitglied des Kuratoriums des Max-Planck-Instituts für Rechtsgeschichte und Rechtstheorie, des Kuratoriums des Museums für Weltkulturen, seit 2014 Mitglied im 19-köpfigen Stiftungsbeirat der Heraeus Bildungsstiftung, seit 2015 Mitglied im Kuratorium von World Vision Deutschland. Sie ist Kuratoriumsmitglied des Verbandes der Privaten Hochschulen und Mitglied der Deutsch-Israelischen Gesellschaft. Im Sommer 2021 wurde sie Mitglied im deutschen Beirat des European Leadership Network (ELNET), welches sich für die europäisch-israelischen Beziehung engagiert. Beer ist außerdem Mitglied der überparteilichen Europa-Union Deutschland.

## Kritik
Im Dezember 2013 wurde Beer von dem Verfassungsrechtler Hans Herbert von Arnim wegen „öffentlicher Verschwendung“ kritisiert. Nachdem die CDU/FDP-Regierung in Hessen im September abgewählt worden war, waren verschiedene enge Mitarbeiter von Beer und Wirtschaftsminister Florian Rentsch (ebenfalls FDP) noch rasch verbeamtet worden, darunter Beers Büroleiter Roland Philippi. Die Gewerkschaft Erziehung und Wissenschaft hielt ihr deshalb „unverblümte Günstlingsversorgung“ vor.
Beer leugnete wiederholt öffentlich den Konsens der Klimawissenschaften. Beispielsweise sprach Beer im Jahr 2017 in einem Tweet vom „angeblichen Auftreten von mehr Extremwettereignissen“ und benutzte dabei den Hashtag „#Fakenews“. In einer Stellungnahme bezeichnete Beer die „Kausalität von Extremwettersituationen und Klimawandel“ als „wissenschaftlich widerlegt“. Tatsächlich ist hingegen das vermehrte und intensivere Auftreten von Extremwetterereignissen durch den aktuellen Weltklimabericht des IPCC umfassend belegt. Ein Video des YouTubers Rezo aus dem Jahr 2021 setzte sich mit klimapolitischen Aussagen Beers auseinander und folgerte, dass das Anzweifeln des wissenschaftlichen Konsens beim Klimawandel durch die Vizepräsidentin des EU-Parlaments kein gutes Licht auf die Ernsthaftigkeit mancher Ankündigungen werfe.